# Viva Suecia (grup de música)
Viva Suecia és un grup de d'estil indie rock amb tocs shoegaze originari de la ciutat de Múrcia (Espanya), format l'any 2013 i que canta en castellà.

## Història
L'any 2014, set mesos després de la seva formació com a grup, van publicar l'EP Viva Suecia amb 5 temes. Aquest EP estava produït per Paco Román (Neuman). El seu fitxatge per Subterfuge Records va propiciar la sortida del seu primer àlbum La fuerza mayor, publicat en vinil, CD i digital durant febrer de 2016. El març de 2017 van publicar el seu segon àlbum, Otros principios fundamentales. El 4 d'octubre de 2019 va sortir a la venda el seu darrer disc El Milagro. Han tocat en nombrosos festivals de renom com el Festival Cruïlla Barcelona, Mad Cool, el Festival Internacional de Benicàssim i el Sonorama-Ribera.

## Membres
El grup està compost pels següents membres:
- Rafa Val: cantant.
- Jess Fabric: baix.
- Alberto Cantúa: guitarra.
- Fernando Campillo: bateria